# زيزفورة غالينية
زيزفورة غالينية (الاسم العلمي:Ziziphora galinae) هي نوع من النباتات يتبع جنس الزيزفورة من الفصيلة الشفوية.